# Stephen Welch
Stephen Welch (* 28. Juli 1972 in Fort Worth) ist ein ehemaliger US-amerikanischer Rollstuhltennisspieler.

## Karriere
Stephen Welch wurde im Alter von acht Jahren Morbus Perthes diagnostiziert. Er startet in der Klasse der Paraplegiker und nahm in seiner Karriere an fünf Paralympischen Spielen teil.
1996 gewann er die Silbermedaille in der Einzelkonkurrenz, nachdem er Ricky Molier im Finale unterlegen war. Im Doppel gewann er mit Vance Parmelly die Goldmedaille. Bei seinen zweiten Spielen im Jahr 2000 verlor er erneut die Finalpartie, diesmal gegen David Hall. In der Doppelkonkurrenz gewann er mit Scott Douglas die Bronzemedaille. Bei den anschließenden Spielen 2004, 2008 und 2012 blieb er ohne Medaillengewinn. 1996 und 2000 war er außerdem als Rollstuhlbasketballer Teil der US-amerikanischen Mannschaft.
1992, 1994 und 1999 sicherte sich Stephen Welch den Titel bei den US Open. Beim Wheelchair Tennis Masters gewann er 1996 im Einzel den Titel. Darüber hinaus stand er bereits 1994 im Endspiel sowie nochmals 1997 und 2003. Im Doppel gewann er zweimal den Titel: 2000 mit Ricky Molier und 2002 mit Kai Schrameyer. In der Weltrangliste stand er sowohl im Einzel als auch im Doppel auf Rang eins. Im Einzel gelang ihm das erstmals am 18. Juli 1995, im Doppel am 29. Juli 1997.
2015 beendete er seine Karriere.